# Larissa Riquelme
Larissa Mabel Riquelme Frutos, mais conhecida como Larissa Riquelme (Assunção, 22 de fevereiro de 1985) é uma atriz e modelo paraguaia.
Foi considerada como a "Musa da Copa do Mundo 2010".

## Carreira
No Paraguai, Larissa já era conhecida de longa data. Modelo mais bem paga da história do país, ela já foi Miss Assunção e participou do reality show "Bailando por un Sueño" (similar ao brasileiro "Dança dos Famosos"). Fora do Paraguai, atuou como modelo na edição argentina da revista Maxim em setembro de 2009. No cenário internacional, passou a ganhar especial destaque durante a Copa do Mundo de 2010 na África do Sul, quando se tornou um fenômeno da internet. Fotos suas, em que aparecia com um celular entre os seios, fazendo propaganda de uma empresa de telefonia móvel, tiradas nas comemorações dos gols do Paraguai no centro de Assunção e distribuídas por agências de notícias para todo o mundo, deflagraram o fenômeno.
Após a Copa, Larissa fez ensaios nus em seu país, um para um periódico no estádio do Cerro Porteño e outro em que aparecia pintada com as cores da Espanha. Pouco depois, já no Brasil, fotografou para um editorial de moda da linha Football Culture da marca Los Dos, de Tico Sahyoun, e fez um ensaio para o sítio Paparazzo. Também participou dos programas Fantástico, da Rede Globo, e Custe o Que Custar da Rede Bandeirantes. Por aqueles dias, veio a ser vítima de um assalto no Rio de Janeiro.
Convidada para apresentar um programa de televisão no Brasil, despertou também o interesse da Rede Record, que queria sua participação na terceira edição do reality show A Fazenda, o que não se concretizou. Passou a ser disputada pelas escolas de samba União da Ilha e Império Serrano para desfilar no Carnaval do Rio de Janeiro de 2011, onde desfilou pela Beija-Flor de Nilópolis.
Larissa foi convidada a fazer parte do elenco da novela El triunfo del amor, no qual faria par romântico com o ex-atacante da Seleção Mexicana Cuauhtémoc Blanco.
Em maio de 2011, Larissa Riquelme, que é torcedora do Cerro Porteño, prometeu que faria mais um ensaio fotográfico sensual no estádio La Olla Azulgrana caso o Cerro derrotasse o Santos na partida de volta das semifinais da Copa Libertadores da América de 2011. Larissa ainda provocou Neymar, maior astro do Santos, dizendo que o brasileiro se joga muito durante as partidas. Como resposta, Myriã Pedron, musa do Santos e candidata à Musa do Brasileirão de 2010, prometeu fazer um ensaio sensual na Vila Belmiro caso o Santos confirmasse a classificação à final da Libertadores. Pouco mais de uma semana após o Santos empatar em 3 a 3 com o Cerro Porteño e garantir uma vaga na final da Taça Libertadores, Myriã Pedron cumpriu o prometido e fez o ensaio sensual.
Em 2012, foi jurada do programa “Baila Comigo Paraguai”.
Em 2014, Larissa Riquelme declarou que apesar do Paraguai não ter se classificado para a Copa do Mundo FIFA de 2014 a ser disputada no Brasil, ela viria ao país como torcedora da seleção brasileira, pois "os brasileiros sempre foram muito legais comigo e quero retribuir o carinho."

### Ensaios nu
Larissa prometeu que, se a seleção paraguaia conquistasse a Copa de 2010, ficaria nua. Adiantou, entretanto, a promessa para uma eventual vitória nas quartas-de-final contra a Espanha, o que não ocorreu e, assim, a promessa não vigorou. Um dia após a derrota da seleção de seu país, disse que posaria nua ainda assim, pelo povo e pelo esforço de seu time e combinou, com um jornal local, o ensaio para o dia 6 de julho de 2010. O ensaio foi realizado na data marcada, no estádio do Club Cerro Porteño, e divulgado no dia 7 de julho de 2010 no jornal, tendo Larissa como capa e assunto principal do mesmo periódico. Em 11 de julho, Larissa Riquelme declarou que correria nua pelas ruas de Assunção, na Plaza de La Democracia, no dia da decisão da Copa, tendo por cobertura apenas uma pintura corporal, e, nesse mesmo dia, com efeito, foi divulgado um ensaio na revista Interviú, em que ela aparecia pintada com as cores da bandeira da Espanha
Disputada pelas revistas brasileiras Sexy e Playboy para fazer um ensaio nu, em face do cachê de R$ 130.000 por ela pedido, inicialmente foi recusada pelas revistas. Porém, em 26 de julho, a revista Playboy brasileira anunciou haver-lhe contratado um ensaio para a edição da revista que foi publicado em setembro de 2010.
Em 2012 realizou seu segundo ensaio nu, mas agora para o mês de maio da revista Sexy.

## Filmografia
| Ano  | Programa                                | Canal       | Participação               |
| ---- | --------------------------------------- | ----------- | -------------------------- |
| 2006 | Verano Show                             | Telefuturo  | Ganhadora                  |
| 2007 | Polibandi                               | Telefuturo  | Atriz                      |
| 2007 | Bailando por un sueño                   | Telefuturo  | Participante — 5.º lugar.  |
| 2008 | Menchi el Show, Bailando por un sueño 5 | Telefuturo  | Participante — 7.º lugar.  |
| 2009 | Matrimonios y Algo Más                  | Telefuturo  | Atriz                      |
| 2010 | Baila Conmigo Paraguay 2010             | Telefuturo  | Participante — 15.º lugar. |
| 2011 | Bailando por un sueño 2011              | Canal Trece | Participante — 9.º lugar.  |
| 2012 | Baila Conmigo Paraguay 2012             | Telefuturo  | Jurada                     |
| 2013 | Trepadores                              | Mega        |                            |
| 2014 | Baila Conmigo Paraguay 2014             | Telefuturo  | Participante — 7.º lugar.  |
| 2014 | TeleShow                                | LaTele      | Debatedora                 |
| 2015 | Baila Conmigo Paraguay 2015             | Telefuturo  |                            |
| 2017 | Baila Conmigo Paraguay 2017             | Telefuturo  | Jurada substituta          |
| 2019 | Baila Conmigo Paraguay 2019             | Telefuturo  | Jurada                     |
| 2020 | Vive la Tarde                           | Telefuturo  | Apresentadora              |
| 2020 | Hotel Jaja                              | Trece       | Atriz                      |
| 2022 | Yo Voy                                  | Trece       | Jurada                     |
| 2024 | Baila Conmigo Paraguay 2024             | Telefuturo  | Jurada                     |
| 2024 | El Debate del Show                      | Telefuturo  | Debatedora                 |
| 2024 | Karu Pora                               | LaTele      | Apresentadora              |

## Prisão do irmão
Em novembro de 2010 a polícia paraguaia prendeu o irmão de Larissa, Freddy Riquelme, sob suspeita de assalto a uma agência do banco brasileiro  Itaú, em Assunção. Teria sido roubado 1,04 bilhão de guaranis (cerca de R$ 313 mil). A polícia chegou a Freddy depois de seguir um carro usado no crime. O veículo foi encontrado com ele. Além disso, em seu celular foram encontradas fotos dele com armas e dinheiro, além de números de telefone de alguns bandidos conhecidos. Em entrevista à imprensa, Freddy disse que o dinheiro é proveniente de sua ação como empresário da irmã.

## Vida pessoal
Desde 2011, namora o jogador argentino naturalizado paraguaio Jonathan Fabbro.